# Bensinstation

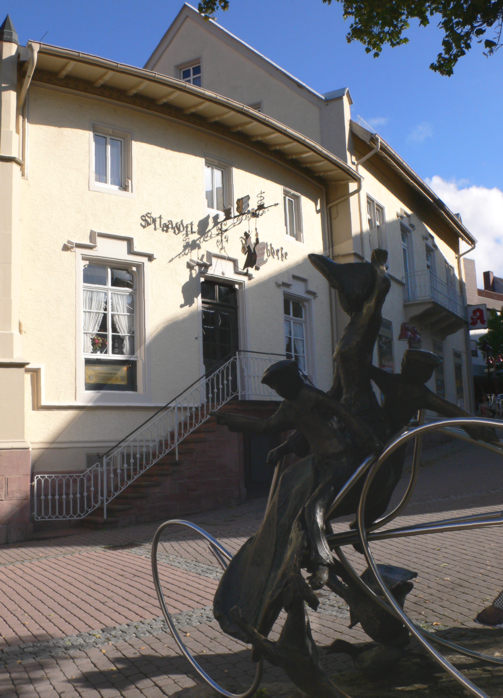
Apoteket i Wiesloch, den första bensinstationen.

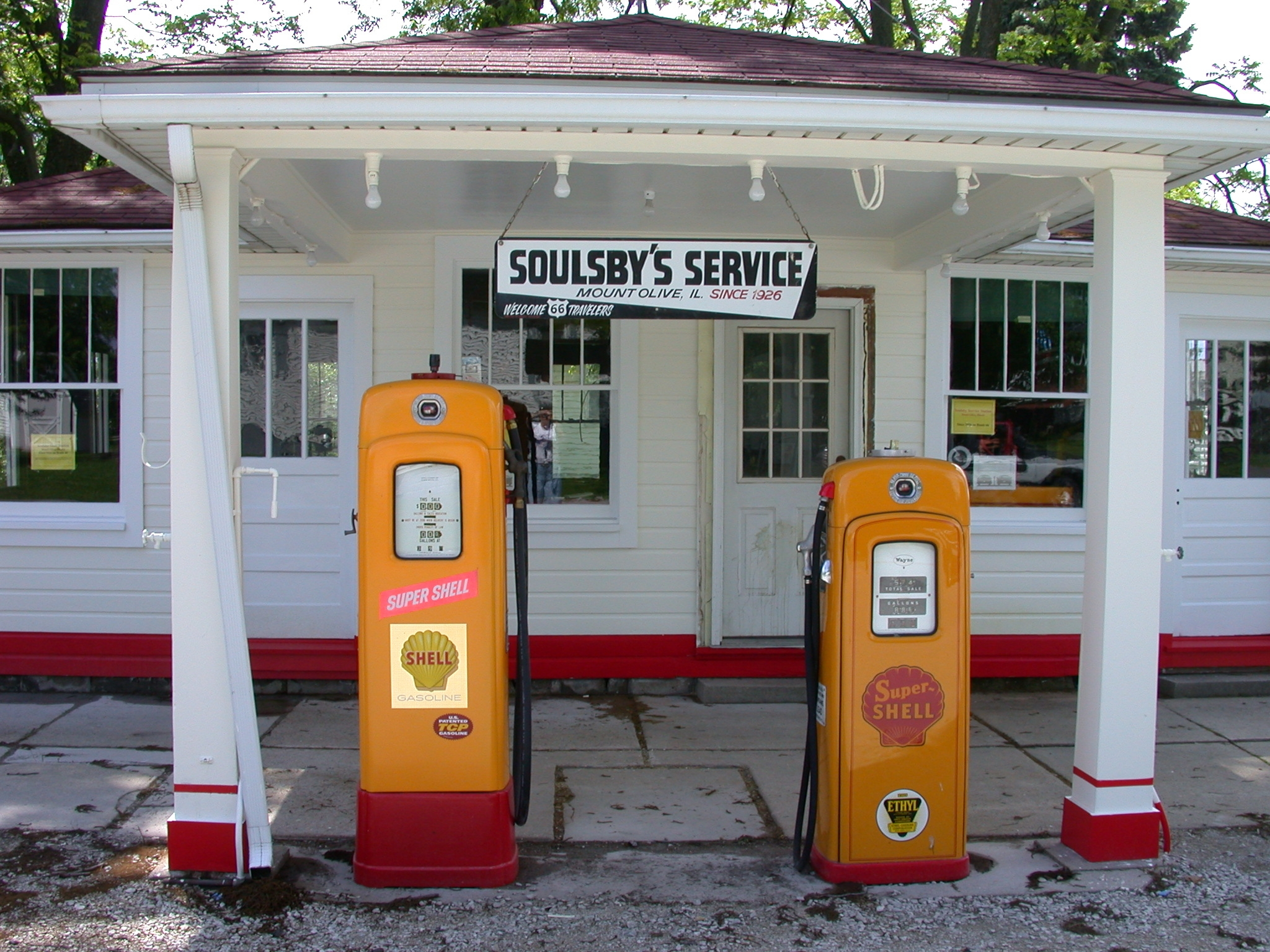
Bensinstation från 1926 i Mount Olive i Illinois i USA.

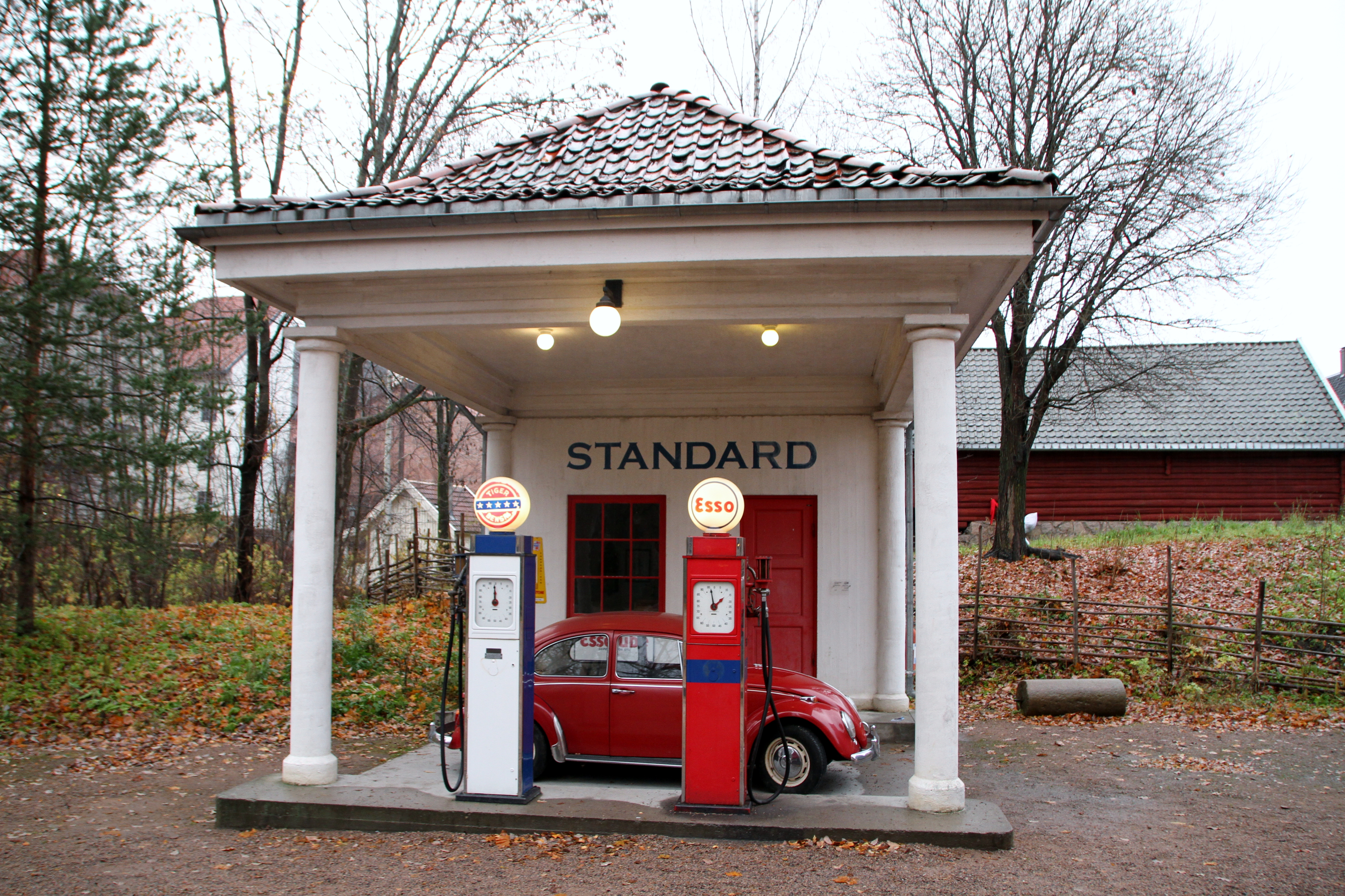
Esso-bensinstation från Wessels gate 15 i Oslo, nu på Norsk Folkemuseum.

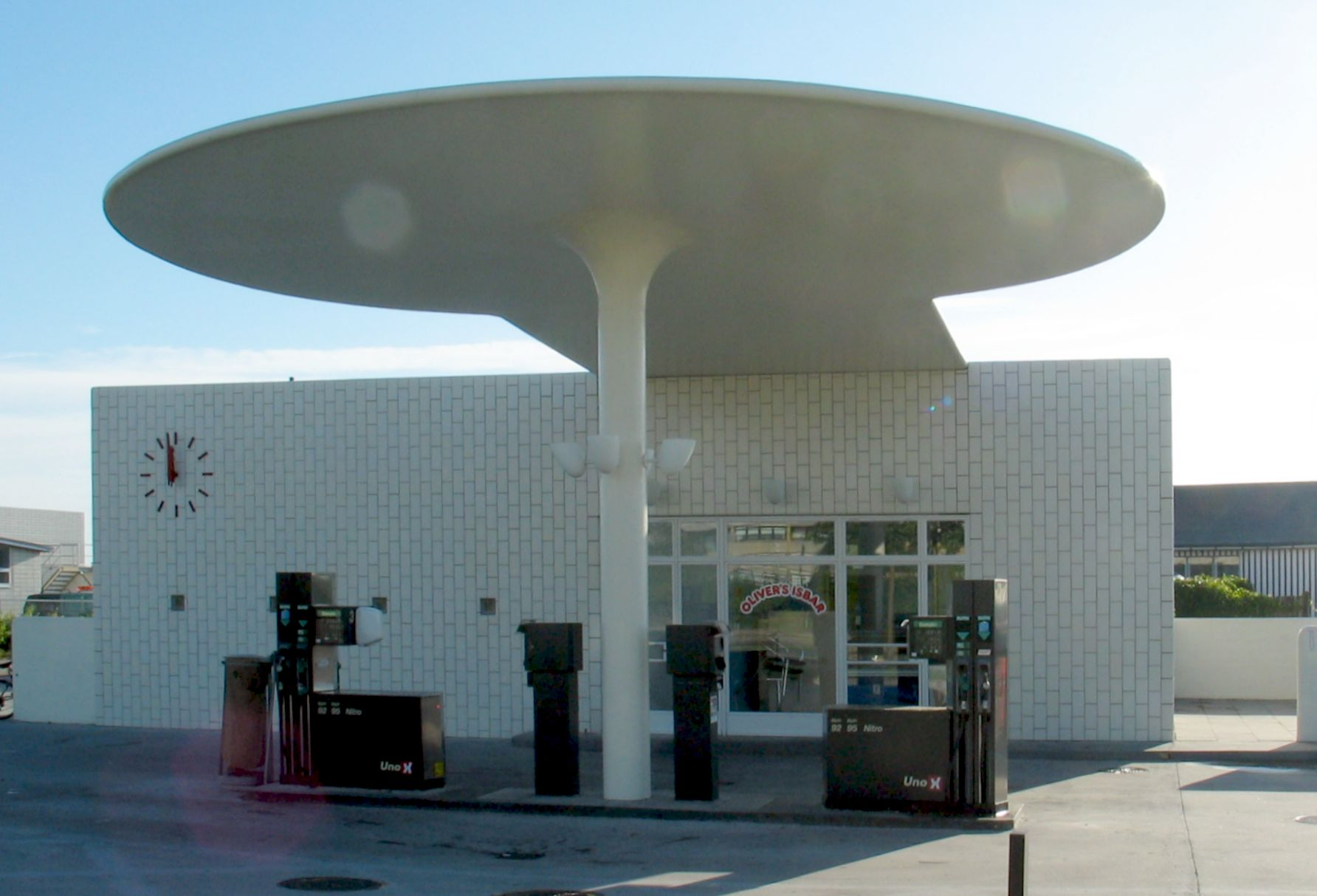
Arne Jacobsens bensinstation på Strandveijen i Skovshoved utanför Köpenhamn.

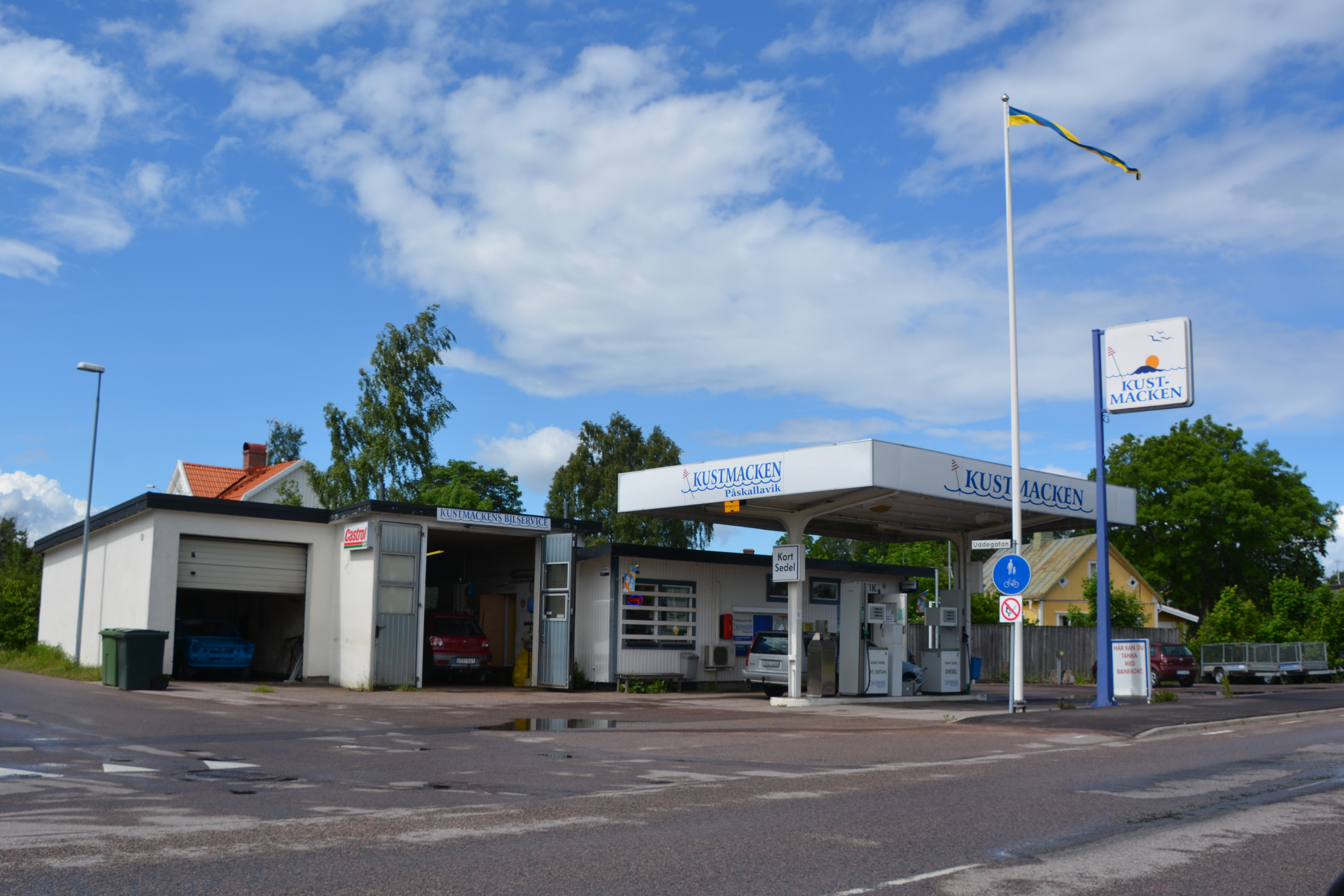
Kustmacken i Påskallavik, oberoende bensinmack, tidigare Uno-X.

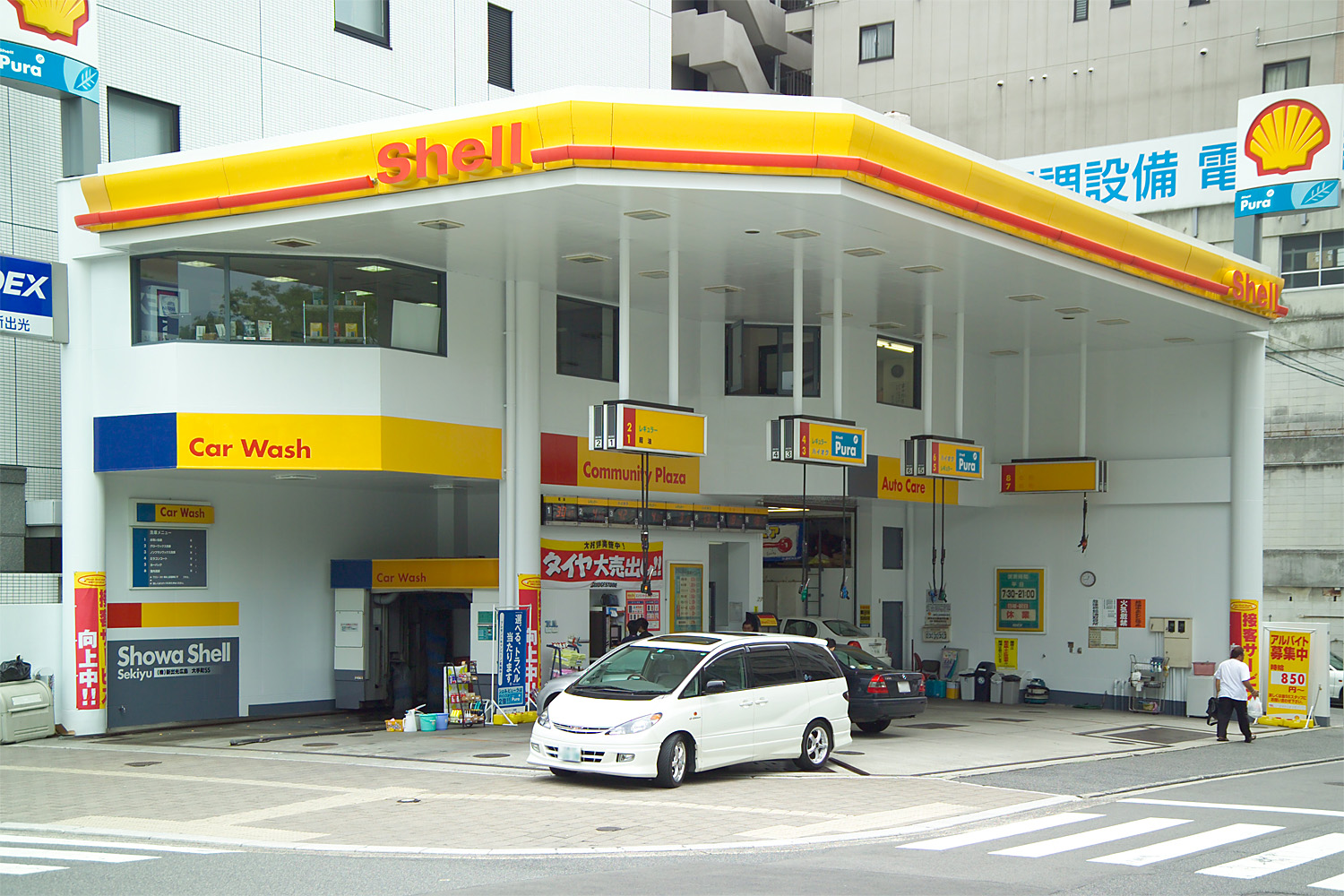
Som många andra stationer i Japan har denna Shell-station i Hiroshima slangarna hängande från taket.

Bensinstation, även bensinmack och mack, är en anläggning, där fordonsbränsle säljs. Den kan vara kombinerad med en butik för försäljning av dagligvaror, en biltvätt eller en fordonsverkstad. Benämningen bensinmack kommer från det svenska verkstadsföretaget Mack, som tillverkade bensinpumpar. På Västkusten i Sverige används även benämningarna tapp, tappstation och bensintapp.
Världens första försäljningsställe för fordonsbränsle anses ha varit apoteket i Wiesloch i Tyskland, där Bertha Benz fyllde på sin bensintank med ligroin under den första personbilens jungfruresa från Mannheim till Pforzheim och tillbaka 1888.

## Nordamerika
Vad som anses vara världens första bensinstation byggdes 1905 på South Theresa Avenue i St. Louis i Missouri. Den andra bensinstationen öppnades 1907 av Standard Oil of California på Pier 32 i Seattle i Washington. Den första självbetjäningsstationen i USA öppnades 1958 i Omaha i Nebraska.
Bensinstationer i New Jersey och Oregon får enligt lag enbart erbjuda bemannad påfyllning av bränsle. New Jersey förbjöd självbetjäning 1949 efter påtryckningar av bensinstationsägarna med säkerhets- och sysselsättningsargument. I Oregon anger lagarna mot självbetjäning av bränsle motiv som olycksrisk, brottsrisk, giftiga bensinångor och minskade arbetstillfällen.
Den första självbetjäningsstationen i Kanada öppnades i Winnipeg i Manitoba 1949 och drevs av Henderson Thriftway Petroleum.

## Sverige
År 2022 fanns det 2 616 bensinstationer i Sverige, en minskning från 8 927 år 1968 och cirka 12 800 år 1939.
Bensin såldes från början som en sidoverksamhet till försäljning av andra varor. Den möjligen första bensinstationen i Sverige öppnades 1902 i Borlänge av färghandlaren Algot Tapper. Den låg längs Borganäsvägen, ungefär i höjd med nuvarande Jussi Björlings torg. I början såldes drivmedel i fat eller dunk, men stationen utrustades senare med regelrätta bensinpumpar.
En tidigt specialiserad bensinstation byggdes 1918 söder om nya Tullkammaren i Norrköping för Svensk-Engelska Mineralolje AB och bar namnet MACK efter den svenska tillverkaren av pumparna. Byggnaden ritades av Werner Northun.
Den äldsta fortfarande aktiva bemannade bensinstationen i Sverige är båtmacken Gulf i Vaxholm. Den grundades av sjökapten Ossian Wirström sommaren 1922, då som Texaco. Macken har sedan dess även varit Caltex och Preem. 

### Automatstationer
Redan år 1924 tillverkade Ljungmans myntautomater för bensin.
Världsnyheten med en bensinautomat för sedlar fick premiär hos Shell på Strandvägen i Stockholm den 22 juni 1965. Det var företaget AB Autotank, som hade tagit fram automaten, som delvis baserades på amerikanska uppfinningar. Den 1 januari 1976 fanns det i Sverige 1 537 försäljningsställen med sedelautomater, därav 186 med enbart sedelautomater. 2020 var antalet automatstationer 1 850.

### Marknadsandelar i Sverige 2019
Försäljningen av drivmedel i Sverige domineras av fyra företag, som tillsammans levererar 97 % av all bensin och diesel:
| Företag  | Andel bensin | Andel diesel | Kommentar                                       |
| -------- | ------------ | ------------ | ----------------------------------------------- |
| Circle K | 33,9 %       | 25,6 %       | F.d. Svenska Statoil, Svenska Esso & Svenska BP |
| OKQ8     | 25,6 %       | 24,1 %       | Hälftenägt av OK och Q8                         |
| Preem    | 18,9 %       | 33,4 %       | F.d. OK Petroleums Texaco-kedja                 |
| St1      | 18,5 %       | 14,4 %       | F.d. Hydro, Uno-X & Svenska Shell               |
| Övriga   | 3,1 %        | 2,5 %        |                                                 |
| Summa    | 100 %        | 100 %        |                                                 |

### Bensinstationer i Sverige 2020
År 1968 fanns det 8 927 försäljningsställen av drivmedel i Sverige, fördelade mellan 10 företag. 4 520 av dessa var stora servicestationer (flera pumpar, butik, verkstad och/eller biltvätt), 3 644 var singelanläggningar (enstaka pumpar i anslutning till annan verksamhet, som t.ex. en lanthandel eller verkstad) och 763 var rena bensinstationer (flera pumpar och butik, men ingen verkstad eller biltvätt).
År 2020 återstod bara 2 701 försäljningsställen, fördelade mellan 12 företag. Sju av företagen ägde 85 % av stationerna, medan återstående 15 % ägdes av de fem andra företagen.
Under de 52 åren sedan 1968 var det inte bara antalet stationer som förändrades, utan även typen av stationer. 1983 hade antalet automatstationer (obemannade försäljningsställen utan butik) vuxit från 186 (1976) till 264. 2020 utgjorde automatstationer huvuddelen (1 850) av alla stationer, medan antalet stora servicestationer sjunkit till 793 och antalet rena bensinstationer hade sjunkit till 58. Den sista singelanläggningen försvann 2009:
| Företag  | Stationer | Andel  |
| -------- | --------- | ------ |
| OKQ8     | 568       | 19,6 % |
| Q-Star   | 335       | 12,8 % |
| Preem    | 329       | 12,2 % |
| Circle K | 295       | 11,3 % |
| Ingo     | 288       | 11,1 % |
| St1      | 281       | 10,5 % |
| Din-X    | 177       | 7,3 %  |
| Övriga   | 428       | 15,2 % |
| Summa    | 2 701     | 100 %  |

## Byggnadsminnesförklarade bensinstationer
- Skålans bensinstation
- Bensinstationen i Mörarp
- Diskusmacken
- Bensinstationen i Skovshoved

## Bensinvarumärken i Sverige
Huvudartikel: Lista över varumärken för fordonsbränsle i Sverige
- Bilisten
- Circle K
- Dalvik Oil
- Din-X
- Green Petroleum
- Gulf
- Ingo
- OKQ8
- Oljeshejkerna Johnsson[15]
- Preem
- Pump
- QStar
- Runes Bensin och Oljeimport
- Smart Energy
- Shell
- Tanka
- St1
- Tankvärt Gotland

### Ej längre existerande bensinvarumärken i Sverige
Huvudartikel: Lista över varumärken för fordonsbränsle i Sverige
- Ara-Jet och Jet
- BP
- Caltex
- Esso
- Fina
- Hydro
- IC
- Statoil
- Koppartrans
- MACK
- Maxi
- Mobil
- Murco
- Nynäs
- OK
- Q8
- SP
- Tapp
- Texaco
- Uno-X

## Bensinvarumärken i Finland i urval
- ABC
- Neste
- St1
- Teboil

### Ej längre existerande bensinvarumärken i Finland

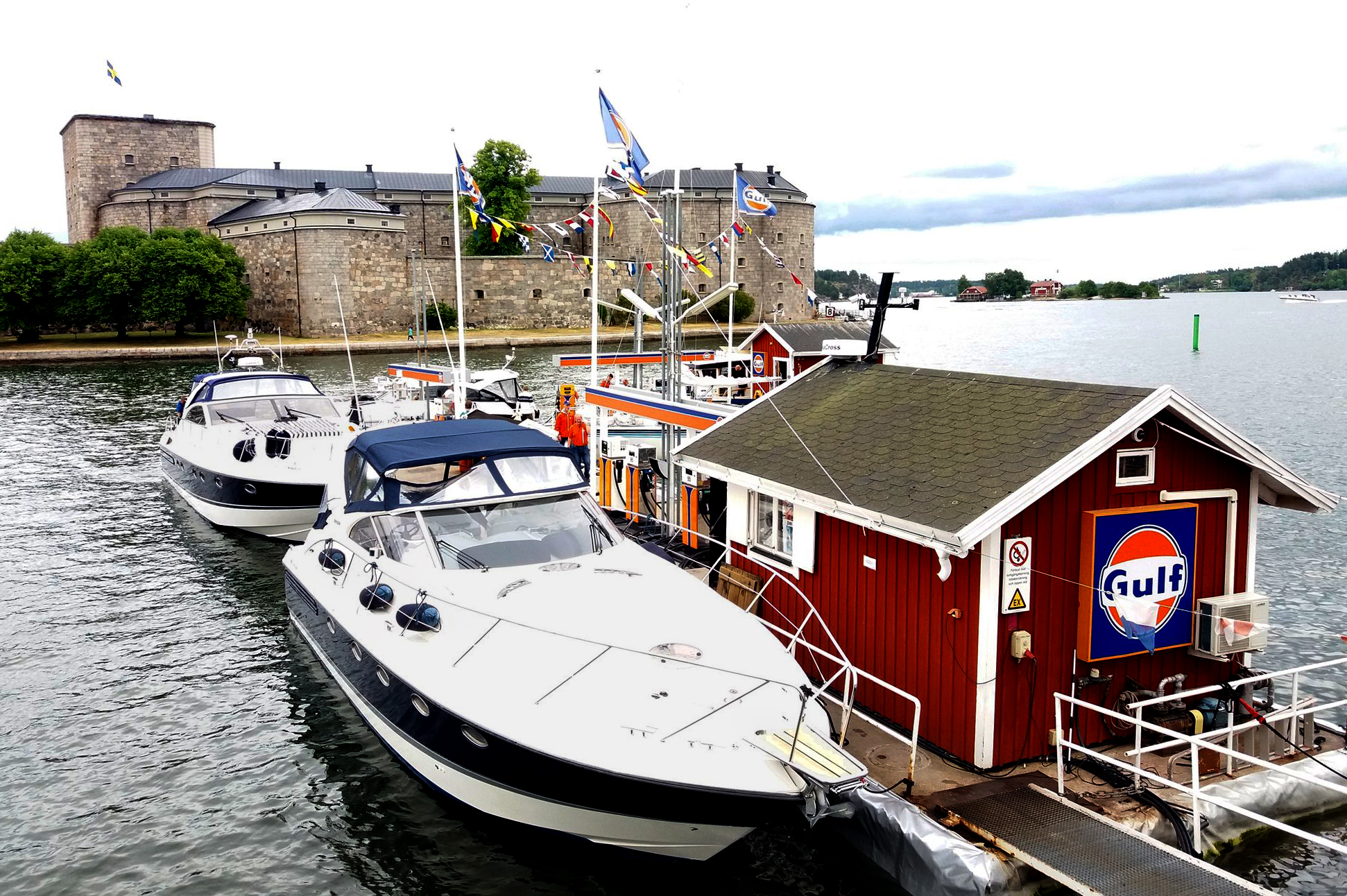
Sveriges äldsta bemannade bensinstation som fortfarande är aktiv, Gulf Vaxholm, etablerad 1922.

- BP
- Esso
- JET
- Kesoil
- Union

## Ryssland
I Ryssland öppnades de första bensinstationerna 1911 av Kejserliga Automobilklubben i samarbete med bröderna Nobels Branobel. Omkring 1914 fanns omkring 440 bensinstationer i Ryssland.

## Japan
I Japan är det vanligt att pumparna är placerade på annan plats än själva tankstället, och istället hänger slangarna ner från taket.

## Bildgalleri

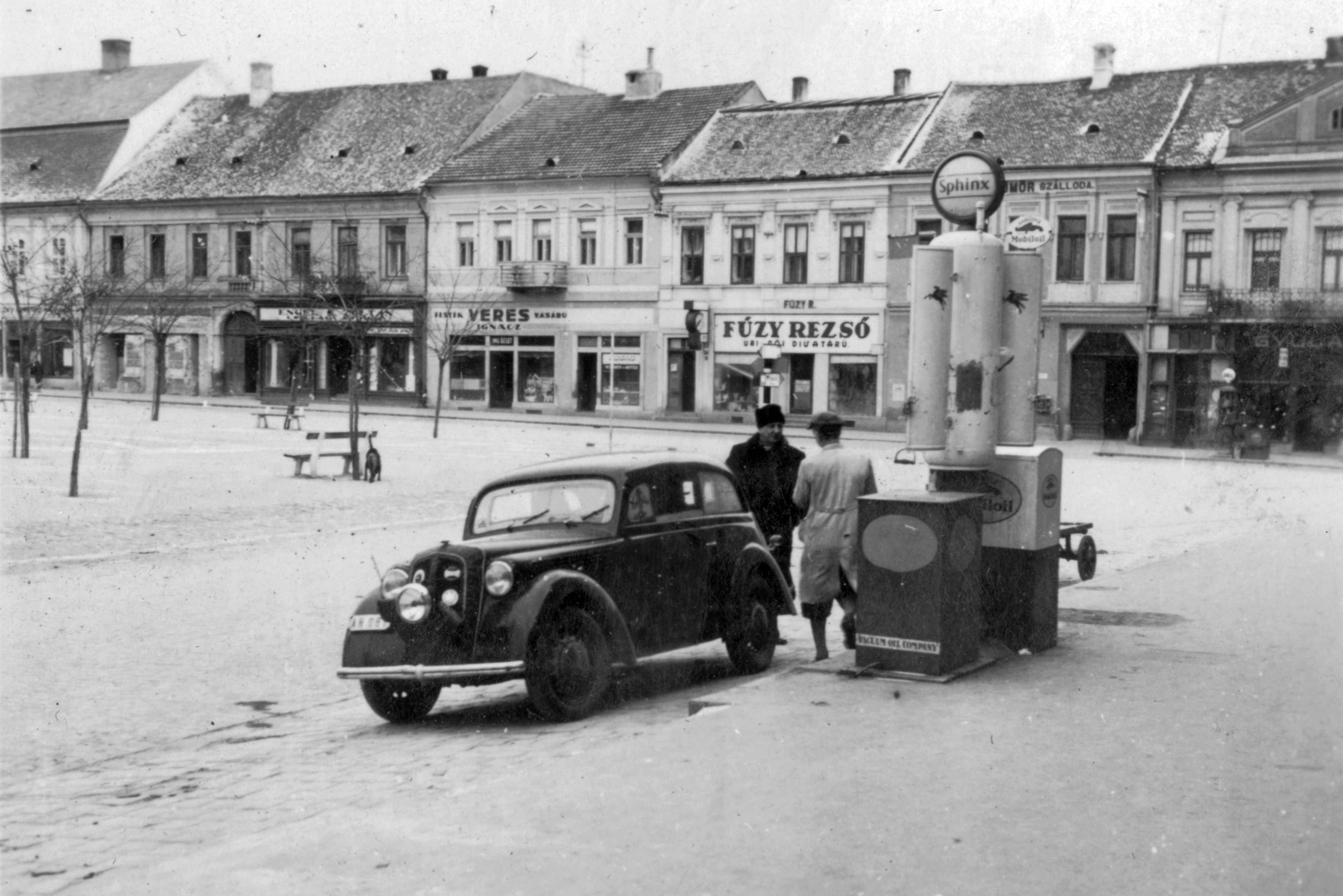
Bensinstation i Rimavská Sobota i Slovakien 1939.
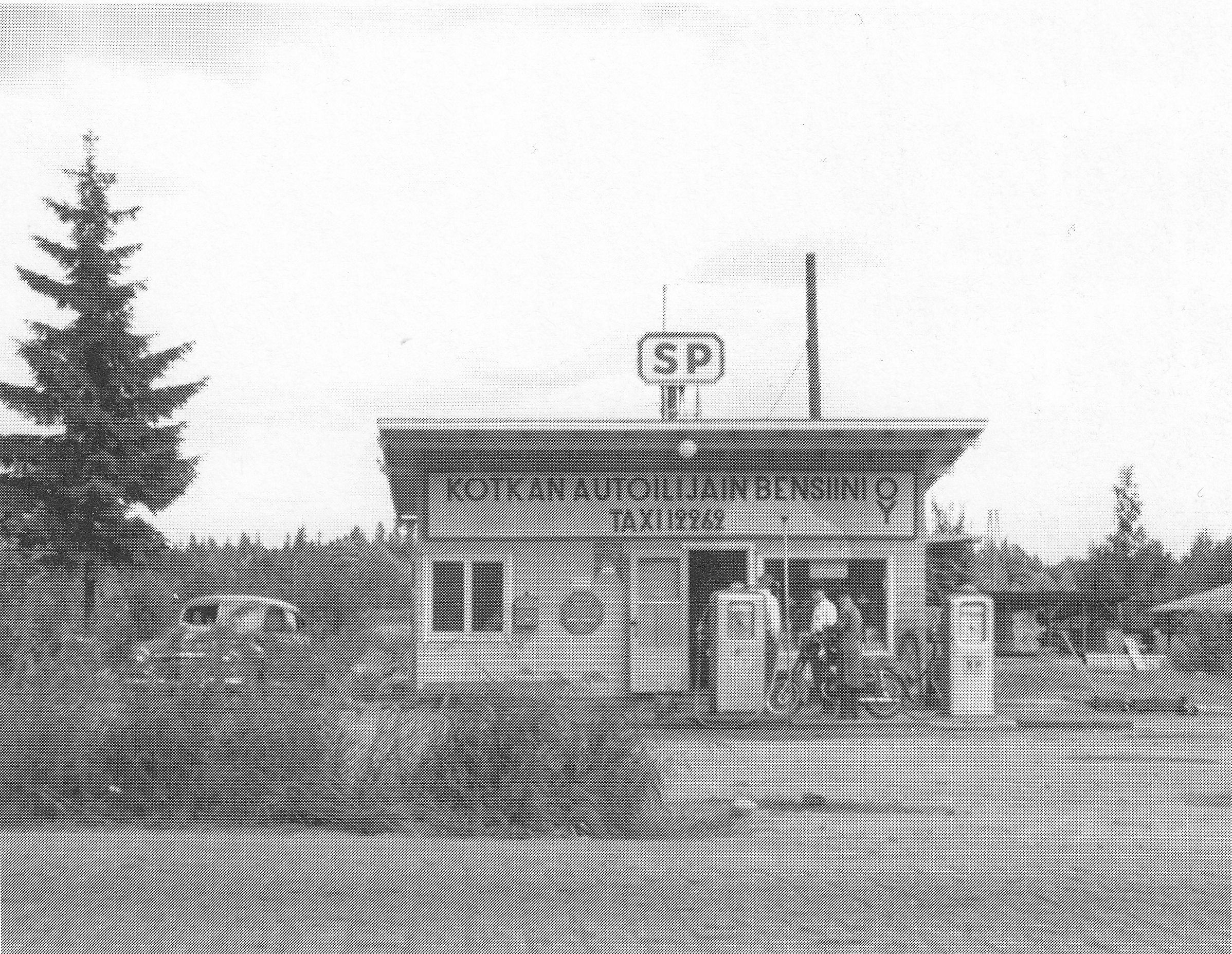
Mack i Kotka i Finland, 1950-talet.
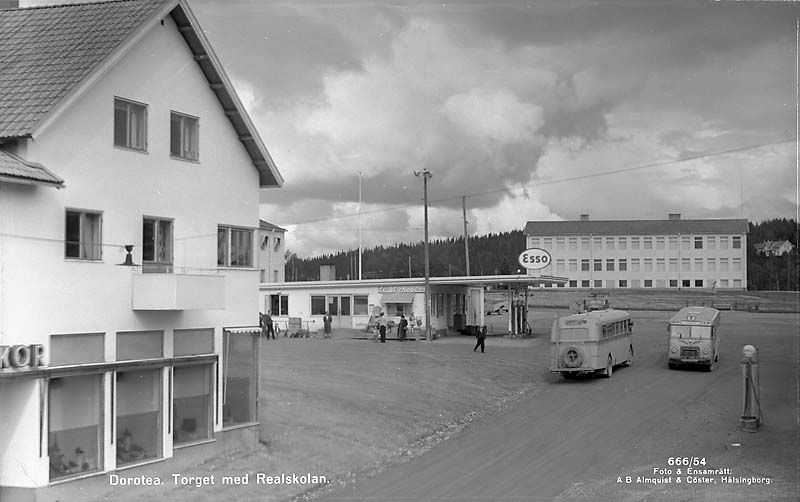
Torget i Dorotea med bensinstation 1940.
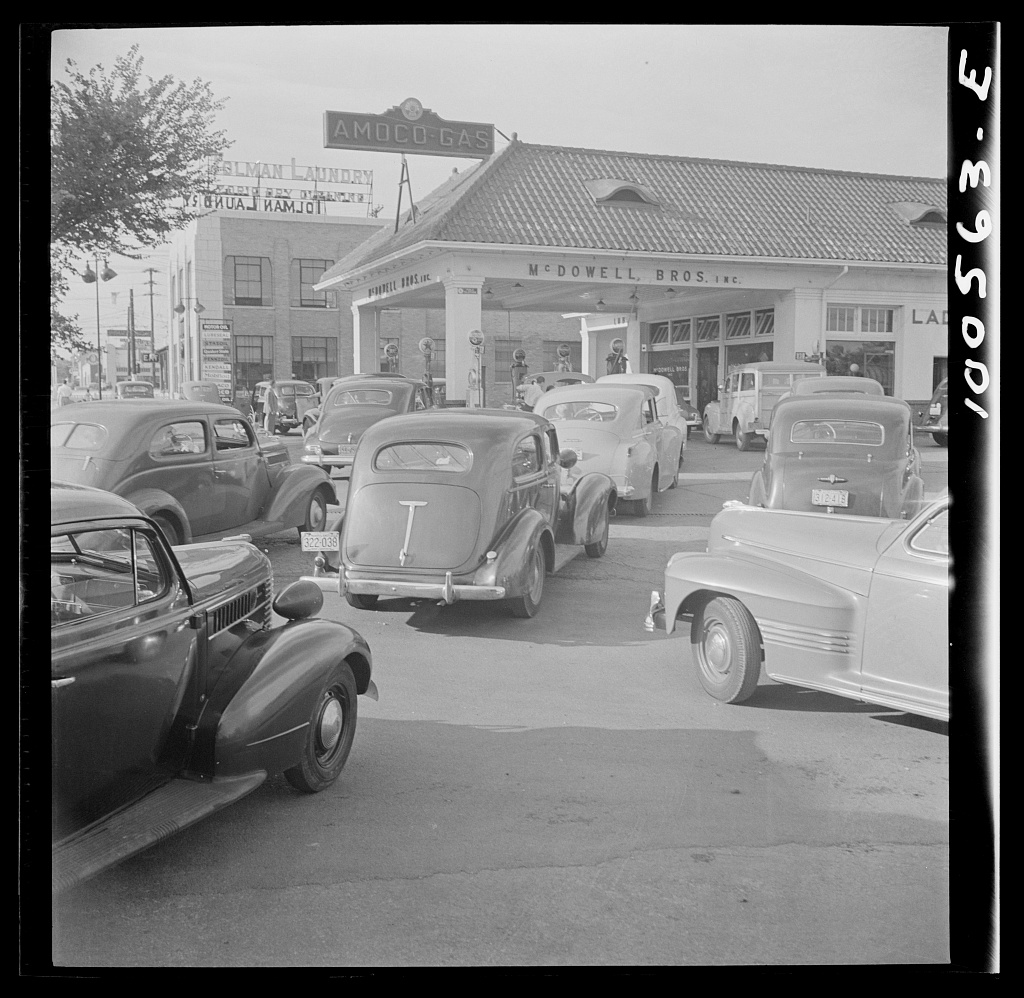
Kö dagen för bensinransonering 1942, Washington D.C., USA.
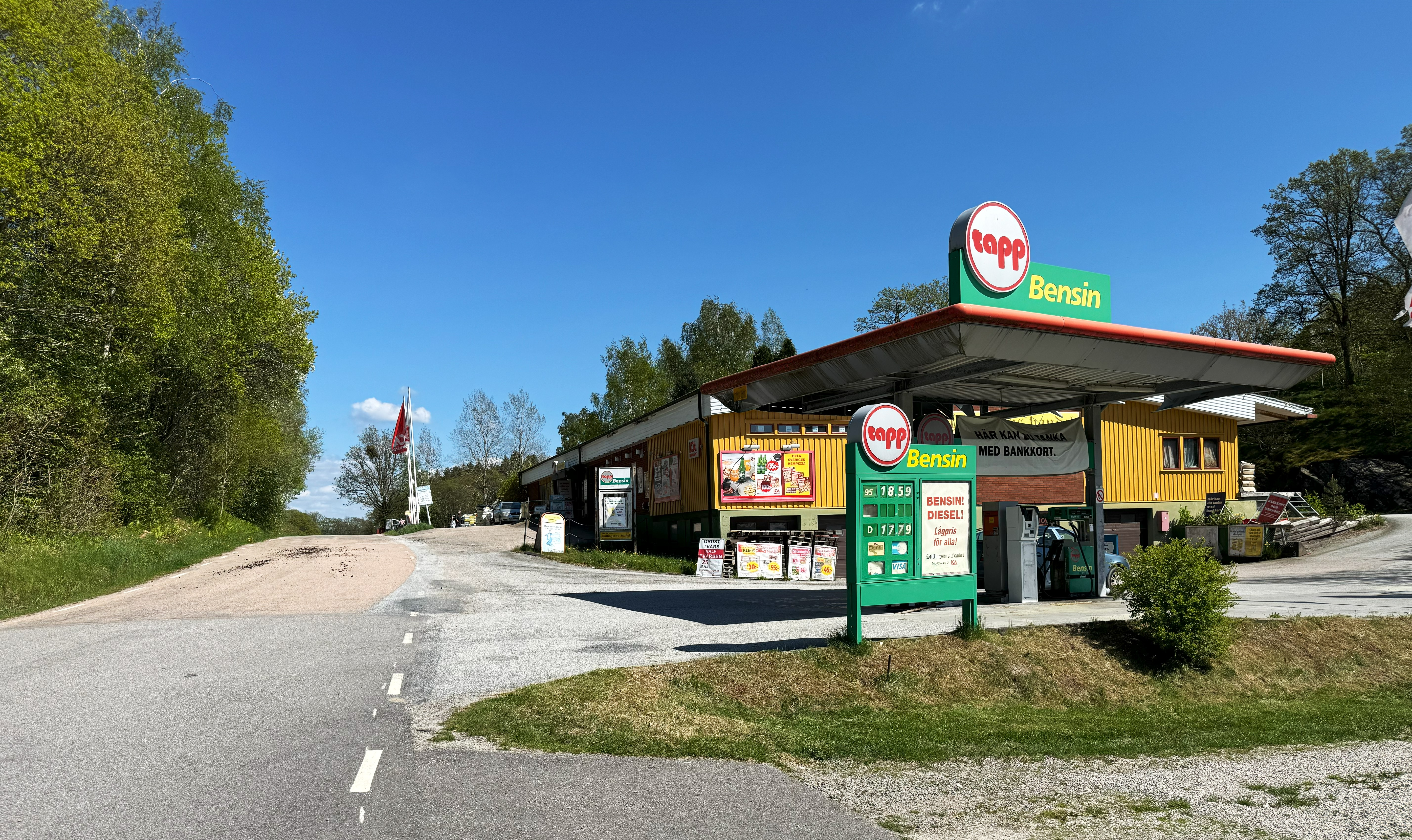
Tapp Bensin vid ICA Nära Stillingsöns Handel på Orust, cirka en kilometer från Stillingsöns hamn, 2024.
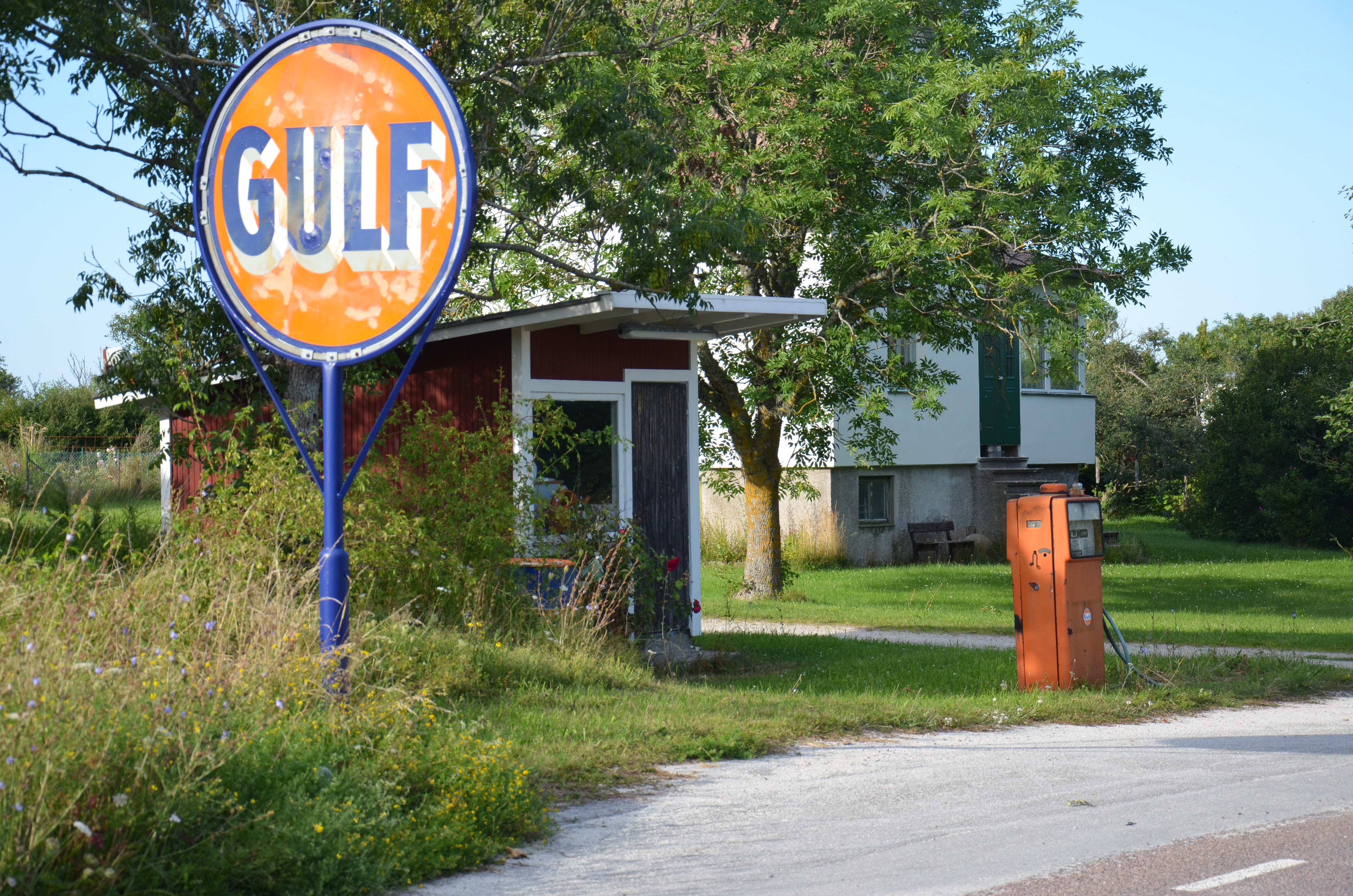
Tidigare Gulf-mack i Katthammarsvik.
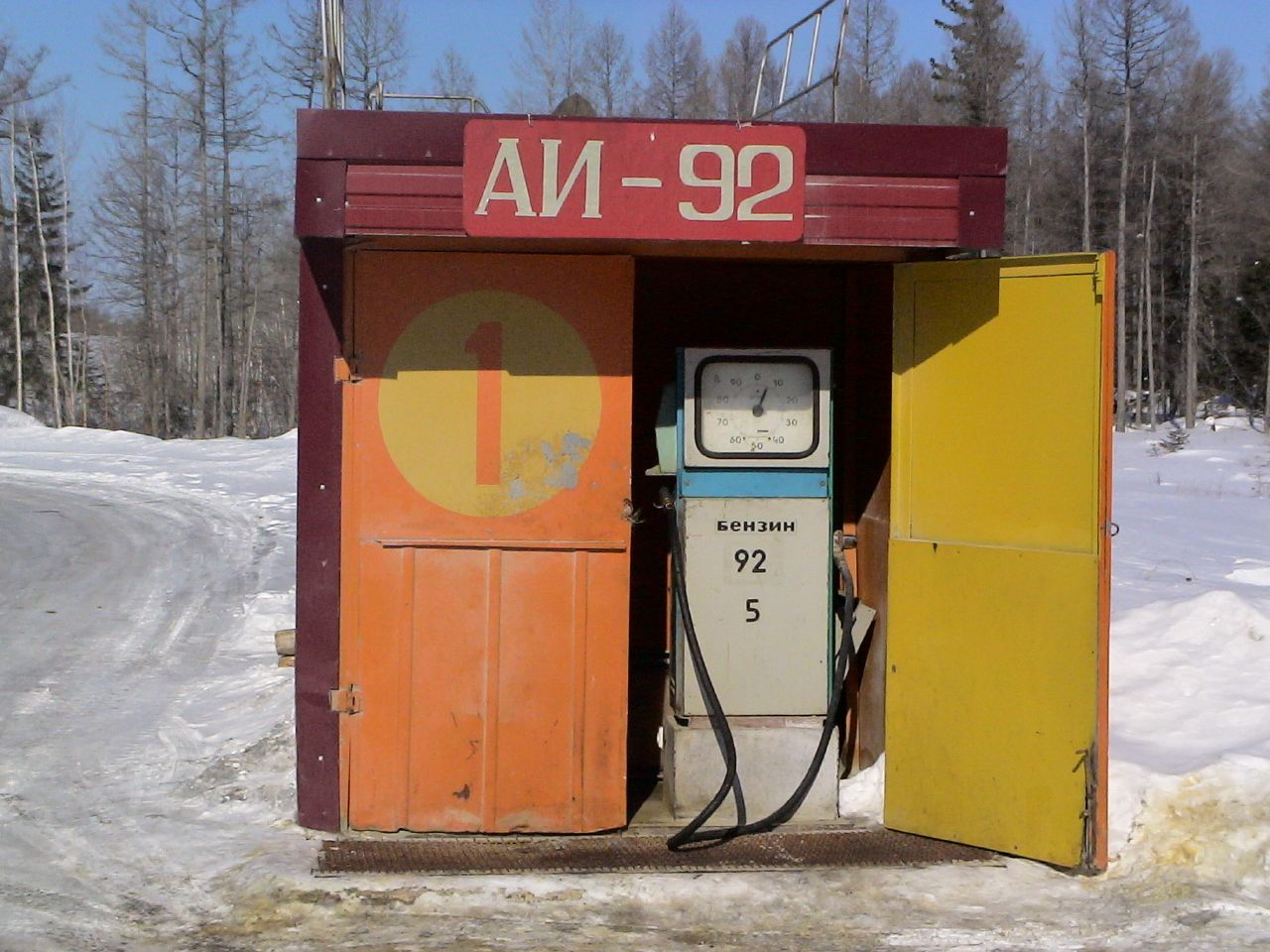
Bensinstation i Sibirien.